# Felinogramm

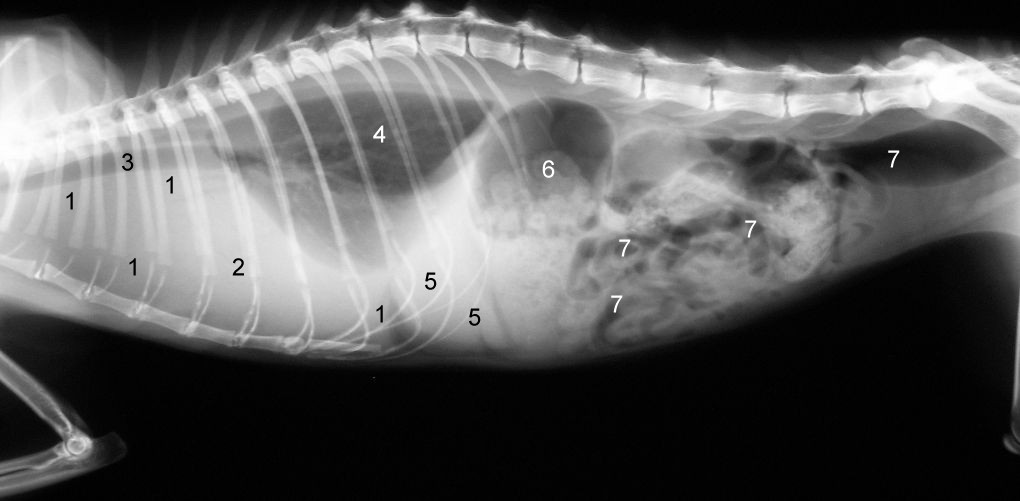
Felinogramm bei einer Katze mit FIP

Als Felinogramm (Syn. Katzogramm) bezeichnet man in der Veterinärmedizin eine Übersichtsröntgenaufnahme des gesamten Rumpfes bei der Hauskatze. Im Gegensatz zu anderen Tieren sind die Unterschiede in den Belichtungswerten zwischen den verschiedenen Körperregionen bei Katzen nicht sehr groß, so dass eine solche Gesamtaufnahme ausreichend Informationen liefert. Zudem werden Strahlenbelastung und Stress minimiert. Lediglich für die spezielle Lungendiagnostik ist ein Felinogramm nicht gut geeignet, da die Streustrahlung die Feindiagnostik einschränkt.